# Grado di frenatura
In ambito ferroviario il grado di frenatura è definito dalla pendenza di un tratto di linea in entrambi i sensi di marcia in relazione alla frenatura del treno.
| Gradi di frenatura    | Ia | Ia | I | I | II | II | III | III | IV | IV | V  | V  | VI | VI | VII | VII | VIII | VIII | IX | IX |
| Pendenze (‰) (da / a) | 0  | 4  | 4 | 6 | 6  | 8  | 8   | 11  | 11 | 13 | 13 | 16 | 16 | 20 | 20  | 25  | 25   | 30   | 30 | 35 |

Ad ogni tratto di linea è assegnato un grado di frenatura, riportato in Orario sui fascicoli linea e in scheda treno. I gradi sono in complesso dieci, indicati con numeri romani, ai quali corrispondono pendenze specifiche, indicate nella relativa tabella. Sui fascicoli linea, per garantire la frenatura l'immobilizzazione del convoglio in caso di inconvenienti ed evitare più in generale eventuali retrocessioni e fughe di materiale, viene riportato in cifre arabe come pedice (grado sussidiario) il grado di frenatura riferito al senso di circolazione opposto rispetto a quello considerato.
I gradi di frenatura, in combinazione con la percentuale di massa frenata del treno, sono uno dei fattori determinanti la velocità massima su un tratto di linea, in questo caso determina la velocità massima a cui un treno può viaggiare con la garanzia di rispettare gli spazi di frenatura in caso di arresto.